# Miss France

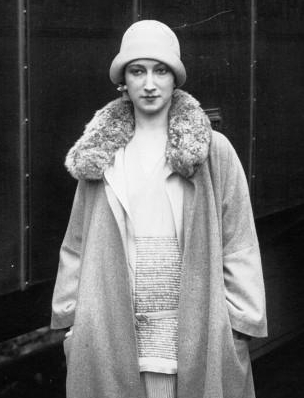
Roberte Cusey gilt als die erste offizielle „Miss France“ 1926

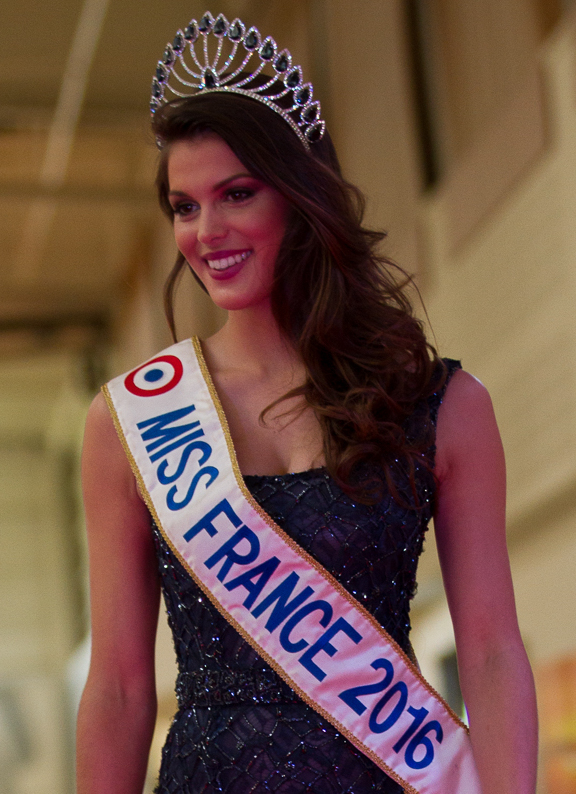
Iris Mittenaere, Miss France 2016, gewann später den Titel der Miss Universe.

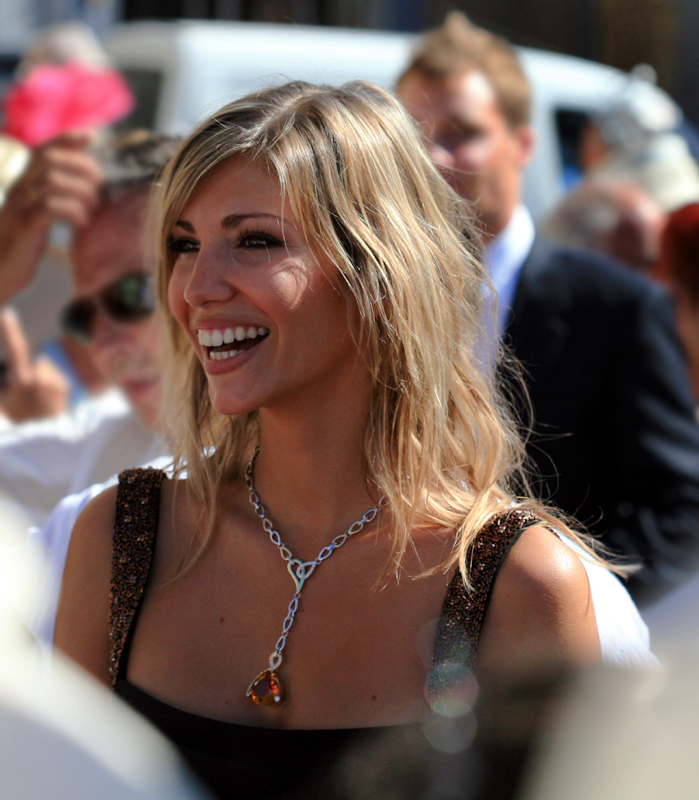
Alexandra Rosenfeld, Miss France 2006 und Miss Europe 2006

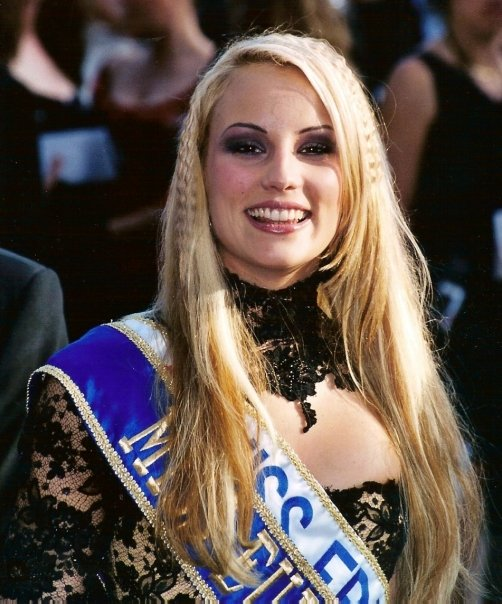
Elodie Gossuin, Miss France 2001 und Miss Europe 2001

Miss France ist ein Titel für einen jährlich durchgeführten Schönheitswettbewerb in Frankreich. Die Kandidatinnen werden von einer Jury und dem Fernsehpublikum bewertet.

## Geschichte
Der Miss-France-Wettbewerb ist einer der ältesten nationalen Schönheitswettbewerbe. Er begann 1920 und wurde nur durch den Zweiten Weltkrieg unterbrochen (im Juni 1940 kam es nach dem Westfeldzug zum kapitulationsähnlichen Waffenstillstand von Compiègne; ab Sommer 1944 wurde Frankreich von alliierten Truppen nach und nach befreit).
Im Jahr 1920 rief der Autor und Journalist Maurice de Waleffe (1874–1946), Gründer und bis 1924 Eigentümer der 1911–1944 bestehenden Tageszeitung Paris-Midi, ein „Referendum“ ins Leben, um die schönste Frau Frankreichs zu ermitteln. Der Erfolg war enorm: 1700 junge Damen beteiligten sich, indem sie ihre Fotos einsandten. Nach einer ersten Auswahl von 49 Kandidatinnen durch eine Jury erschienen jeweils sieben in sieben Wochen auf den Leinwänden aller Kinos landesweit, in denen die Zuschauer zusammen mit der Eintrittskarte auch einen Stimmzettel erhalten hatten.
Auf diese Weise wurde die erste Miss France gewählt, die 17-jährige Agnès Souret, mit einer baskischen Mutter und einem bretonischen Vater. Sie hatte ein Foto von ihrer Erstkommunion geschickt und erreichte eine überwältigende Mehrheit von 198.000 Stimmen. Nach diesem Erfolg ging sie als Revue-Tänzerin auf weltweite Tourneen und verstarb 1929 in Argentinien. Ihre Mutter ließ ihren Leichnam überführen und in ihrem ursprünglichen Wohnort Espelette, nahe Biarritz beisetzen.
Im Folgejahr wurden zunächst 49 Städte-Schönheitsköniginnen ermittelt und aus ihnen die Siegerin gewählt. Dieser Modus aus lokalen bzw. regionalen Vorwahlen und einer nationalen End-Ausscheidung hat sich bis heute erhalten.
Der Titel des Wettbewerbs und der Gewinnerin hieß seinerzeit noch Schönste Frau Frankreichs (La plus belle femme de France), da Maurice de Waleffe Vorbehalte gegen Anglizismen hatte. Erst 1927 prägte ein anderes Mitglied des Organisationskomitees den Begriff Miss France, Roberte Cusey wurde die erste Inhaberin dieses Titels.
Ab 1928 konnte die Miss France sich an der Wahl zur Miss Europe beteiligen. Auch diesen Wettbewerb und das entsprechende Organisationskomitee hatte de Waleffe aus der Taufe gehoben. Die Ausscheidung fand jeweils im Frühjahr statt, anfangs immer in Paris.
Anlässlich der Pariser Weltausstellung 1937 durften am Miss-France-Wettbewerb erstmals auch Kandidatinnen aus den französischen Kolonien und Überseegebieten teilnehmen (Französisch-Guyana, Guadeloupe, Martinique, Mayotte, Réunion, Tahiti, Nouvelle-Calédonie). 
Bis heute (2012) – nach der Dekolonisation – hat Frankreich einige Überseedepartements.
In der Zwischenkriegszeit wurden die Titelträgerinnen im Kalenderjahr ihrer Amtszeit ernannt (zuletzt im Januar). Nach dem Tod de Waleffes und der Neugründung des Komitees 1946 fand die Wahl der regionalen Missen im Jahr vorher statt, und die Miss France wurde im November oder Dezember gekürt, die erste Nachkriegs-Miss für 1947, Yvonne Viseux, also Ende 1946.
Im Dezember 2020 kam es nach der Wahl zur Miss France 2021 im Freizeitpark Puy du Fou zu antisemitischen Attacken im Internet gegen die Zweitplatzierte April Benayoum, deren Vater israelischer Herkunft ist. Innenminister Gérald Darmanin und Justizminister Éric Dupond-Moretti kündigten an, dass die Behörden rechtlich gegen die Absender solcher Hassbotschaften vorgehen würden. Benayoum selbst äußerte sich traurig darüber, dass es zu derartigen Attacken im Jahr 2020 noch komme. Sie sprach sich für eine Mobilisierung aus, damit dies aufhöre. Auch die Siegerin Amandine Petit solidarisierte sich mit Benayoum.

## Die Siegerinnen
| Jahr    | Miss France                                | Region, Landschaft oder Département |
| ------- | ------------------------------------------ | ----------------------------------- |
| 1920    | Agnès Souret                               | Basses-Pyrénées / Pays Basque       |
| 1921    | Pauline Pô                                 | Korsika                             |
| 1922–24 | nicht ausgetragen                          | nicht ausgetragen                   |
| 1925    | Dara Chermoeva                             |                                     |
| 1926    | Roberte Cusey                              | Jura                                |
| 1927    | Raymonde Allain                            | Bretagne                            |
| 1928    | Germaine Laborde                           | Gascogne                            |
| 1929    | Madeleine Mourgues                         | Languedoc-Roussillon                |
| 1930    | Yvette Labrousse                           | Lyon                                |
| 1931    | Jeanne Juilla                              | Gascogne                            |
| 1932    | Lucienne Ahmias [Nahmias]                  | Paris                               |
| 1933    | Lyne de Souza (Emilienne Quesson de Souza) | Côte d’Azur                         |
| 1934    | Simone Barillier                           | Paris                               |
| 1935    | Elisabeth Pitz                             | Saargebiet                          |
| 1935    | Gisèle Preville                            | Paris                               |
| 1936    | Lynne Lassal                               | Picardie                            |
| 1937    | Jacqueline Janet                           | Bretagne                            |
| 1938    | Annie Garrigues                            | Pyrénées-Orientales                 |
| 1939    | Ginette Catriens                           | Paris                               |
| 1940    | Joséphine Ladwig                           | Elsass                              |
| 1941–46 | nicht ausgetragen                          | nicht ausgetragen                   |
| 1947    | Yvonne Viseux                              | Côte d’Azur                         |
| 1948    | Jacqueline Donny                           | Paris                               |
| 1949    | Juliette Figueras                          | Paris                               |
| 1950    | Maryse Delort                              | „Miss Automobile“                   |
| 1951    | Nicole Drouin                              | Saint-Tropez                        |
| 1952    | Josiane Pouy                               | Gascogne                            |
| 1953    | Sylviane Carpentier                        | Picardie                            |
| 1954    | Irène Tunq                                 | Lyon                                |
| 1955    | Véronique Zuber                            | Paris                               |
| 1956    | Maryse Fabre                               | Côte d’Azur                         |
| 1956    | Gisèle Charbit                             | Marokko                             |
| 1957    | Sylvie Numez                               | Saint-Étienne                       |
| 1958    | Monique Negler                             | Normandie                           |
| 1959    | Monique Chiron                             | Poitou                              |
| 1960    | Brigitte Barazer                           | Côte d’Émeraude                     |
| 1961    | Luce Auger                                 | ?                                   |
| 1961    | Michèle Wargnier                           | Bretagne                            |
| 1962    | Monique Lemaire                            | Côte d’Émeraude                     |
| 1963    | Muguette Fabris                            | Île de France                       |
| 1964    | Jacqueline Gayraud                         | Vendée                              |
| 1965    | Christiane Sibellin                        | Lyon                                |
| 1966    | Michèle Boule                              | Cannes                              |
| 1966    | Monique Boucher                            | Charente                            |
| 1967    | Jeanne Beck                                | Normandie                           |
| 1968    | Christiane Lillio                          | Saint-Étienne                       |
| 1969    | Suzanne Angly                              | Elsass                              |
| 1970    | Micheline Beaurain                         | Paris                               |
| 1971    | Myriam Stocco                              | Languedoc-Roussillon                |
| 1972    | Chantal Bouvier de Lamotte                 | Paris                               |
| 1972    | Claudine Cassereau                         | Poitou                              |
| 1973    | Isabelle Krumacker                         | Lothringen                          |
| 1974    | Edna Tepava                                | Tahiti                              |
| 1975    | Sophie Perin                               | Lothringen                          |
| 1976    | Monique Uldaric                            | Réunion                             |
| 1977    | Véronique Fagot                            | Poitou                              |
| 1978    | Pascale Taurua                             | Nouvelle-Calédonie                  |
| 1978    | Kelly Hoarau                               | Réunion                             |
| 1978    | Brigitte Konjovic                          | Paris                               |
| 1979    | Sylvie Parera                              | Marseille                           |
| 1980    | Thilda Fuller                              | Tahiti                              |
| 1980    | Patricia Barzyk                            | Jura                                |
| 1981    | Isabelle Benard                            | Normandie                           |
| 1982    | Sabrina Belleval                           | Côte d’Azur                         |
| 1983    | Isabelle Turpault                          | Paris                               |
| 1983    | Frédérique Leroy                           | Bordeaux                            |
| 1984    | Martine Robine                             | Normandie                           |
| 1985    | Suzanne Iskandar                           | Elsass                              |
| 1986    | Valérie Pascale                            | Paris                               |
| 1987    | Nathalie Marquay                           | Elsass                              |
| 1988    | Sylvie Bertin                              | Bresse-Bugey                        |
| 1988    | Claudia Frittolini                         | Elsass                              |
| 1989    | Peggy Zlotkowski                           | Aquitanien                          |
| 1990    | Gaëlle Voiry                               | Aquitanien                          |
| 1991    | Mareva Georges                             | Tahiti                              |
| 1992    | Linda Hardy                                | Pays de la Loire                    |
| 1993    | Véronique de la Cruz                       | Guadeloupe                          |
| 1994    | Valerie Claisse                            | Pays de la Loire                    |
| 1995    | Melody Vilbert                             | Aquitanien                          |
| 1996    | Laure Belleville                           | Pays de Savoie                      |
| 1997    | Patricia Spehar                            | Paris                               |
| 1998    | Sophie Thalmann                            | Lothringen                          |
| 1999    | Mareva Galanter                            | Tahiti                              |
| 2000    | Sonia Rolland                              | Burgund                             |
| 2001    | Élodie Gossuin                             | Picardie                            |
| 2002    | Sylvie Tellier                             | Lyon                                |
| 2003    | Corinne Coman                              | Guadeloupe                          |
| 2004    | Lætitia Bléger                             | Elsass                              |
| 2005    | Cindy Fabre                                | Normandie                           |
| 2006    | Alexandra Rosenfeld                        | Languedoc                           |
| 2007    | Rachel Legrain-Trapani                     | Picardie                            |
| 2008    | Valérie Bègue                              | Réunion                             |
| 2009    | Chloé Mortaud                              | Albigeois Midi-Pyrénées             |
| 2010    | Malika Ménard                              | Normandie                           |
| 2011    | Laury Thilleman                            | Bretagne                            |
| 2012    | Delphine Wespiser                          | Elsass                              |
| 2013    | Marine Lorphelin                           | Burgund                             |
| 2014    | Flora Coquerel                             | Orléanais                           |
| 2015    | Camille Cerf                               | Nord-Pas-de-Calais                  |
| 2016    | Iris Mittenaere                            | Nord-Pas-de-Calais                  |
| 2017    | Alicia Aylies                              | Französisch-Guayana                 |
| 2018    | Maëva Coucke                               | Nord-Pas-de-Calais                  |
| 2019    | Vaimalama Chaves                           | Tahiti                              |
| 2020    | Clémence Botino                            | Guadeloupe                          |
| 2021    | Amandine Petit                             | Normandie                           |
| 2022    | Diane Leyre                                | Ile-de-France                       |
| 2023    | Indira Ampiot                              | Guadeloupe                          |
| 2024    | Eve Gilles                                 | Nord-Pas-de-Calais                  |